# Rongärde
Rongärde är ett naturreservat i Buttle socken i Region Gotland på Gotland.
Området är naturskyddat sedan 2008 och är 38 hektar stort. Reservatet består av ett sumpskogsområde med många lövträd. 